# 白善行

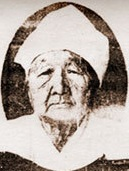
白善行

白善行（1848年—1933年）是朝鲜日治时期的一位著名的女商人，她以在平壤捐赠大量土地和财产兴建学校而闻名。姓白，名不详，平壤百姓称之为“白善行”。

## 生平
朝鲜方面宣称她出生在平壤，韩国史料则记载她出生在江原道的水原。她大约在16至20岁成为寡妇，此后勤俭持家并积攒了大量财富。
1908年，白善行捐资修建横跨大同江的白山大桥，这是她第一次捐资修建大型工程。1922年，她又出资修建三层石造建筑物作为公会礼堂。1924年，她出资修建了平壤的光山学校，翌年又修建昌德学校。后来她向圣现学校创办人Samuel Austin Moffet提供了大量金钱和土地。1925年，她将自己毕生的财富捐赠给了慈善机构。朝鲜总督府曾表彰她，授予她勋章，但被她拒绝了。
朝鲜民主主义人民共和国建立之后，官方宣传大部分的资本家吝啬和不爱国，同时将白善行标榜为资本家中的好榜样。金日成在其著作《与世纪同行》中称赞白善行是“一位伟大的战争英雄”。2006年，平壤市重新发现了她的纪念碑，并且将其竖立。今平壤市区有白善行纪念馆。